# Sauchy-Cauchy
Sauchy-Cauchy là một xã ở tỉnh Pas-de-Calais, vùng Hauts-de-France, Pháp.

## Địa lý
Sauchy-Cauchy lies hai bên bờ Canal du Nord, cự ly khoảng 19 dặm (30,6 km) về phía đông nam Arras, tại giao lộ của các tuyến đường D21E và D14.

## Dân số
| 1962                                                         | 1968 | 1975 | 1982 | 1990 | 1999 | 2006 |
| ------------------------------------------------------------ | ---- | ---- | ---- | ---- | ---- | ---- |
| 331                                                          | 365  | 340  | 374  | 386  | 411  | 407  |
| Số liệu điều tra dân số từ năm 1962: Dân số không tính trùng |      |      |      |      |      |      |

## Địa điểm nổi bật
- Nhà thờ Notre-Dame, được xây lại, cùng với phần lớn thị trấn, sau đệ nhất thế chiến.